# Triviella lowtheri
Triviella lowtheri is een slakkensoort uit de familie van de Triviidae. De wetenschappelijke naam van de soort is voor het eerst geldig gepubliceerd in 2008 door Beals.